# Universidad francesa de Egipto

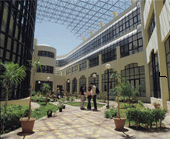
Al dentro del campus

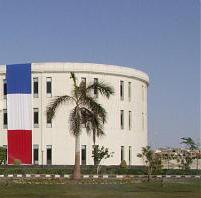
Edificio

La Universidad francesa de Egipto (Université française d'Égypte, UFE) es una universidad privada en Egipto, establecida en 2002 en colaboración con la Universidad de París III Sorbonne, Universidad de Nantes, la Universidad de Alta Alsacia (Mulhouse, Colmar) y la Universidad de Córcega.

## Enlaces
- Sitio oficial
- Discours de Jacques Chirac, lors de l’inauguration de l’Université française d’Égypte
- Conventions de l'UFE Archivado el 6 de abril de 2008 en Wayback Machine.

- Datos: Q3183238
- Multimedia: Université française d'Égypte / Q3183238